# Georg Friedrich Merck
Georg Friedrich Merck (* 16. Dezember 1647 in Schweinfurt; † 2. Mai 1715 in Darmstadt) war ein deutscher Apotheker der Darmstädter Apotheke „zum Engel“, die zum Ursprung  des  ältesten pharmazeutisch-chemischen Unternehmens der Welt, der heutigen Merck-Gruppe mit der Merck KGaA und Merck & Co. wurde.

## Leben
Georg Friedrich Merck wurde als Sohn des Apothekers Georg Merck (1611–1683) und dessen Ehefrau Hanna Barbara geb. Leypold (1623–1679) geboren.
Am 1. Oktober 1678 heiratete er in Darmstadt Susanna Magdalena Vietor (1656–1680), Tochter des Magisters und Pfarrers Johann Heinrich Vietor und der Susanna Christine geb. Hübner. Aus der Ehe ging die Tochter Catharina Magdalena (1680–1698, ⚭ Johann Joachim Ludwig Wenck (1665–1728)) hervor. Nach Susannas Tod heiratete er am 24. Januar 1682 Anna Elisabeth Storck (1661–1736), Tochter des Hofschneiders Johann Nikolaus Storck und der Anna Margaretha geb. Wieland. Dieser Ehe entstammten die Kinder Anna Catharina (1682–1713, ⚭ 1703 Ernst Christian Hesse (1676–1762)), Anna Regina (1684–1735, ⚭ 1706 Philipp Männer (geb. 1681)) und Johann Franz Anton (1687–1741).

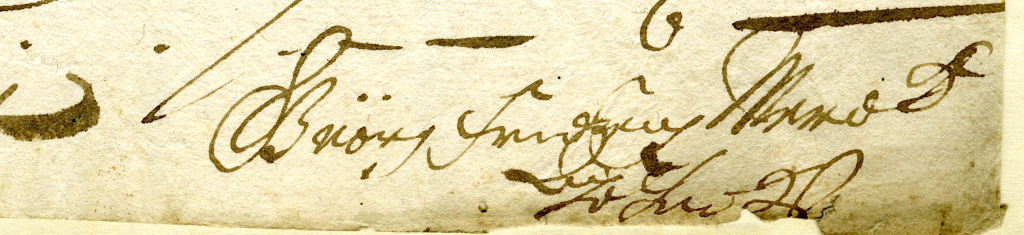
Unterschrift des Apothekers Georg Friedrich Merck

Sein Onkel Friedrich Jacob Merck kaufte 1668 die Engel-Apotheke in Darmstadt, die den Grundstein für die Unternehmensgruppe Merck legte. Er verstarb kinderlos und bestimmte zu Lebzeiten seinen Neffen als seinen Nachfolger. 1678 übernahm Georg Friedrich die Apotheke. 1682 wurde ihm das Apothekenprivileg erteilt. Sein Sohn Johann Franz wurde 1715 sein Nachfolger.